# Serrahima (Arbúcies)
Serrahima és una masia d'Arbúcies (Selva) inclosa a l'Inventari del Patrimoni Arquitectònic de Catalunya.

## Descripció
Es tracta d'un gran casal de planta rectangular, amb planta baixa, pis i golfes. Al cos principal s'hi afegiren una sèrie de construccions dedicades a masoveria i al bestiar.
L'edifici és amb coberta a doble vessant amb caiguda a la façana. La porta principal és d'arc rebaixat, amb brancals de pedra i està flanquejada per dos bancs adossats a la paret, també de pedra. Al damunt hi ha una pedra vermellosa amb un número inscrit que no es llegeix del tot “??34”. Pel que fa a la resta d'obertures, són rectangulars: al primer pis tenen la llinda, l'ampit i els brancals de pedra mentre que les de la planta baixa i al segon pis, són simples i més petites, n'hi ha una a l'esquerra de la porta que és més gran i està protegida per una reixa de ferro. La façana del lateral esquerra dona a una era i al davant hi ha la pallissa i altres construccions de funcionalitat diversa.
Possiblement aquesta façana, antigament era la principal, ja que hi trobem un rellotge de sol molt despintat i una era al davant. Ara bé, quan a obertures, només hi ha una petita porta situada en un extrem, la resta són finestres, algunes protegides per una reixa. Cal destacar el finestral de la part superior que és d'arc rebaixat.

## Història
Arnau de Serraima apareix documentat al 1299. En un testament de finals del segle xiii atorgat per Tolvana de Cunieres, anomenava marmessors a Arnau de Serrahima, Jaume Masó i Bernat de Cunieres, tots ells masos de Joanet. Més endavant apareix en el fogatge de la Batllia de n'Orri de 1497.
S'esmenta en el llistat de les cases dels veïnats de pagès elaborat pel rector l'any 1826.
En el padró de 1883 hi consta una família de 10 membres. L'any 1940 apareix habitada per dues famílies, la dels amos de 6 persones i la dels masovers de 5.
Ens apareix en el mapa del Montseny de Juli Serra de l'any 1890.
En l'amillarament de 1935 Jaume Serrahima Colobran declara els límits de mas Serrahima que són: a orient amb terres del mas Canaleta, Riera i Cortina, a migdia amb honors del mas Mollfulleda, a ponent amb els masos Iglésies i Bertrana i a nord amb terrenys dels masos Pla i Masó.